# Karančo jižní
Karančo jižní (Caracara plancus) je dravý pták z čeledi sokolovití, i když vzhledem připomíná papouška. Potravu hledá hlavně na zemi. Důsledkem toho skoro nelétá. Má prodloužené běháky, aby mohl pohodlněji a lépe běhat po zemi.

## Popis
Dorůstá délky 49–59 cm a váží 0,8–1,6 kg, v rozpětí křídel dosahuje 120–130 cm.
Zbarvení peří je poměrně pestré. Svrchní část těla je světle hnědá až černavě tmavě hnědá stejně jako část spodiny; část spodiny vlnkovitě skvrnitá; hrdlo žlutavé až čistě bílé. Ozobí má tmavě oranžové, příp. červené, přičemž při vzrušení ozobí zežloutne. V týlu má chocholku. Jasně žluté dlouhé nohy má přizpůsobené k chůzi po zemi (létá méně, raději se pohybuje po zemi; chůzí připomíná krkavcovité ptáky) a často je užívá k vyhrabávání potravy. Samice se od samců barevně neliší. Mladí ptáci jsou zbarveni jako dospělci, jen méně pestří (zejména ozobí méně výrazné), celkově světlejší, nohy mají šedé. Létá pomalu. Uvádí se, že vyniká inteligencí.

## Výskyt
Vyskytuje se v Texasu, Mexiku, na Floridě, na Kubě, v zemích Střední Ameriky a v Jižní Americe, kde žije od poloviny Brazílie po jih kontinentu (Argentina, Bolívie, Chile, Paraguay, Peru, Uruguay). Izolovaná populace žije na Falklandských ostrovech.

## Ekologie

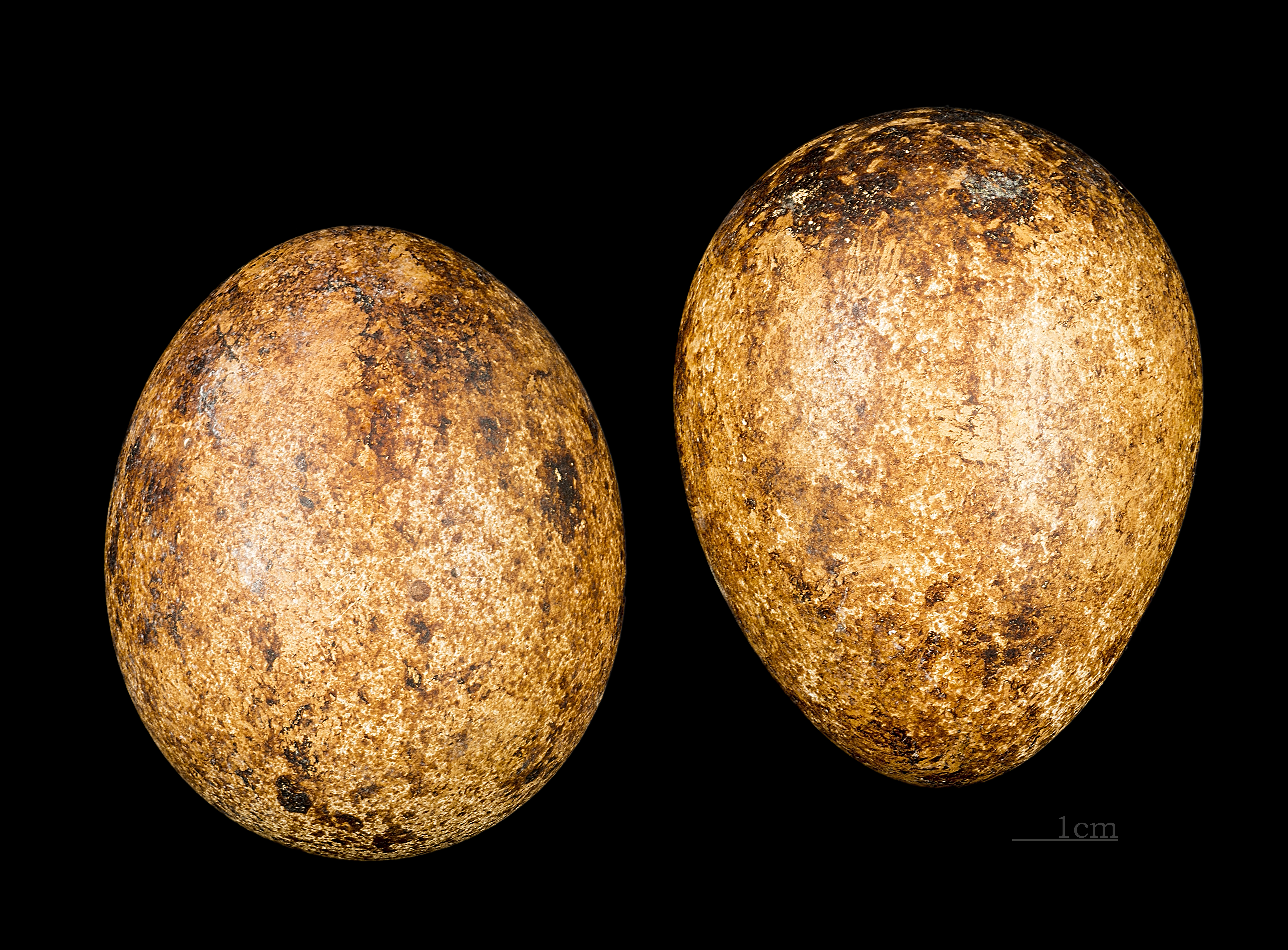
Vejce karanča jižního

Obývá otevřené stepi a mokřady, kde má dobrý přehled o potenciální kořisti. (Proto bývá vidět na osamělých stromech nebo sloupech elektrického vedení).
Nevytváří hejna, více jedinců se shromažďuje jen u velkých zdrojů potravy, např. na skládkách odpadu.Loví samostatně i ve skupinách nebo párech.
Živí se převážně mršinami (také odpadky na skládkách). Loví menší obratlovce (savce, ptáky, hady, želvy, ještěrky, žáby, ryby) a bezobratlé (kraby, hmyz aj.), živí se i želvími vejci. Plení hnízda ptáků a obírá o potravu i jiné živočichy (kleptoparazitismus). Potravu také vyhrabává (žížaly, hmyz a jeho larvy, malé savce aj.)
Je monogamní a teritoriální. Hnízdí od prosince do března. Staví velké otevřené hnízdo, nejčastěji na stromech, v bezlesých oblastech i na křovinách, případně na zemi. Někdy hnízdo využívá vícekrát.
Samice snáší 1–3 vejce, na kterých sedí 28–32 dní. O vylíhlá mláďata se starají oba rodiče. Po třech měsících se mladí ptáci osamostatňují. Pohlavně dospívají ptáci ve věku 3–4 let.

## Zajímavosti
- Je využíván v sokolnictví.[4]
- Národní pták Mexika.